# Divizia A 1947-1948
La Divizia A 1947-1948 è stata la 31ª edizione del campionato rumeno di calcio, disputato tra il 24 agosto 1947 e il 9 maggio 1948 e si concluse con la vittoria finale dell'ITA Arad, al suo secondo titolo.
Capocannoniere del torneo fu Ladislau Bonyhádi (ITA Arad), con 49 reti.

## Formula
Il numero di squadre partecipanti passò da 14 a 16 e si incontrarono in turni di andata e ritorno per un totale di 30 partite. Le ultime 2 furono retrocesse direttamente in Divizia B mentre le squadre classificate tra l'11º e il 14º posto incontrarono le prime classificate di ognuno dei 4 gironi della seconda divisione in un torneo di sola andata al termine del quale le prime quattro giocarono la stagione successiva in divizia A.
Il governo comunista continuò l'opera di uniformazione anche del calcio alle proprie visioni. Il Carmen Bucarest fu sciolto e al suo posto giocò il CS Armata București, squadra dell'esercito che diverrà poi celebre come Steaua e appena dopo la fine della stagione venne fondata la Dinamo Bucarest, squadra del ministero dell'interno, che prese il posto del Ciocanul București mentre l'Unirea Tricolor Bucarest diventò la sua seconda squadra e cambiò nome in Dinamo Bucarest II.
Ci furono anche i seguenti cambi di denominazione, cui corrispose l'assoggettamento a varie emanazioni del partito: il Karres Mediaș prima dell'inizio del torneo cambiò nome in Zorile Roșii Mediaș per diventare durante la pausa invernale CSM Mediaș; la Juventus București all'inizio del girone di ritorno diventò Distribuția București; il Ferar Cluj durante la pausa invernale fu assorbito dal CFR Cluj e continuò il campionato con questo nome; il Dermagant Târgu Mureș si fusse con il RATA e nelle ultime giornate si chiamò Uniunea RATA Târgu Mureș; l'Oțelul Reșița diventò Metalochimic Reșița.

## Squadre partecipanti
| Club                      | Città       | Stadio | Posizione 1946-1947                           |
| ------------------------- | ----------- | ------ | --------------------------------------------- |
| AS Armata București       | Bucarest    |        | Neo-fondata al posto della Carmen Bucarest 2ª |
| CFR București             | Bucarest    |        | 5°                                            |
| CFR Timișoara             | Timișoara   |        | 3°                                            |
| Ciocanul București        | Bucarest    |        | 7°                                            |
| Uniunea RATA Târgu-Mureș  | Târgu Mureș |        | 10°                                           |
| Gaz Metan Mediaș          | Mediaș      |        | Divizia B                                     |
| CFR Cluj                  | Cluj Napoca |        | 6°                                            |
| ITA Arad                  | Arad        |        | Campione di Romania                           |
| Jiul Petroșani            | Petroșani   |        | 12°                                           |
| Distribuția București     | Bucarest    |        | 4°                                            |
| Libertatea Oradea         | Oradea      |        | 8°                                            |
| Metalochimic Reșița       | Reșița      |        | 11°                                           |
| Dermata Cluj              | Cluj Napoca |        | Divizia B                                     |
| Universitatea Cluj        | Cluj Napoca |        | 9°                                            |
| FC Ploiești               | Ploiești    |        | Divizia B                                     |
| Unirea Tricolor București | Bucarest    |        | Divizia B                                     |

## Classifica finale
|   | Pos. | Squadra                   | Pt | G  | V  | N  | P  | GF  | GS | DR  |
| - | ---- | ------------------------- | -- | -- | -- | -- | -- | --- | -- | --- |
|   | 1.   | ITA Arad                  | 50 | 30 | 22 | 6  | 2  | 129 | 31 | +98 |
|   | 2.   | CFR Timișoara             | 45 | 30 | 21 | 3  | 6  | 85  | 43 | +42 |
|   | 3.   | CFR București             | 42 | 30 | 20 | 2  | 8  | 89  | 42 | +47 |
|   | 4.   | Universitatea Cluj        | 34 | 30 | 14 | 6  | 10 | 58  | 48 | +10 |
|   | 5.   | Distribuția București     | 33 | 30 | 13 | 7  | 10 | 69  | 51 | +18 |
|   | 6.   | Libertatea Oradea         | 30 | 30 | 10 | 10 | 10 | 52  | 49 | +3  |
| • | 7.   | Ciocanul București        | 30 | 30 | 12 | 4  | 14 | 43  | 47 | -4  |
|   | 8.   | CFR Cluj                  | 28 | 30 | 9  | 10 | 11 | 48  | 42 | +6  |
|   | 9.   | Dermagand Târgu-Mureș     | 28 | 30 | 12 | 4  | 14 | 55  | 64 | -9  |
|   | 10.  | Jiul Petroșani            | 28 | 30 | 10 | 7  | 13 | 46  | 55 | -9  |
|   | 11.  | Dermata Cluj              | 27 | 30 | 7  | 11 | 12 | 41  | 50 | -9  |
|   | 12.  | Gaz Metan Mediaș          | 25 | 30 | 10 | 5  | 15 | 47  | 77 | -30 |
|   | 13.  | FC Ploiești               | 24 | 30 | 10 | 4  | 16 | 48  | 88 | -40 |
|   | 14.  | AS Armata București       | 22 | 30 | 8  | 6  | 16 | 44  | 66 | -22 |
|   | 15.  | Unirea Tricolor București | 21 | 30 | 8  | 5  | 17 | 51  | 86 | -35 |
|   | 16.  | Metalochimic Reșița       | 18 | 30 | 7  | 4  | 19 | 44  | 90 | -46 |

Legenda:

      Campione di Romania
      Retrocessa in Divizia B
      Ammessa ai playout
Note:

Due punti a vittoria, uno a pareggio, zero a sconfitta.

### Playout
Le squadre classificate dall'11º al 14º posto si incontrarono in partite di sola andata con le vincitrici dei quattro gironi della Divizia B 1947-1948. Le prime quattro avrebbero disputato la Divizia A 1948-1949.
|  | Pos. | Squadra                | Pt | G | V | N | P | GF | GS | DR  |
|  | ---- | ---------------------- | -- | - | - | - | - | -- | -- | --- |
|  | 1.   | Politehnica Timișoara  | 10 | 7 | 4 | 2 | 1 | 16 | 9  | +7  |
|  | 2.   | Metalochimic București | 9  | 7 | 4 | 1 | 2 | 17 | 11 | +6  |
|  | 3.   | Gaz Metan Mediaș       | 9  | 7 | 4 | 1 | 2 | 21 | 13 | +8  |
|  | 4.   | AS Armata București    | 7  | 7 | 3 | 1 | 3 | 14 | 10 | +4  |
|  | 5.   | FC Ploiești            | 7  | 7 | 3 | 1 | 3 | 15 | 11 | +4  |
|  | 6.   | Desrobirea Constanța   | 5  | 7 | 1 | 3 | 3 | 10 | 17 | -7  |
|  | 7.   | Dermata Cluj           | 5  | 7 | 1 | 3 | 3 | 6  | 9  | -3  |
|  | 8.   | Phoenix Baia Mare      | 4  | 7 | 2 | 0 | 5 | 15 | 33 | -18 |

Legenda:

      Ammesse alla Divizia A 1948-1949
Note:

Due punti a vittoria, uno a pareggio, zero a sconfitta.

### Verdetti
- ITA Arad Campione di Romania 1947-48.
- FC Ploiești, Dermata Cluj, Unirea Tricolor Bucuresti e Metalochimic Reșița retrocesse in Divizia B 1948-1949.